# 看中国
看中国（かんちゅうごく、ビジョンタイムズ、英語：VisionTimes）は、ニューヨークに本社を置く看中国株式会社 (KanZhongGuo Association, Inc.) が運営する他言語メディアである。。「看中国」は中国語で「中国を見る」という意味。

## 概要
中国語メディアとして、2001年にウェブサイト (www.secretchina.com) を発足。2006年には、米国の主要都市と中国の大規模なコミュニティが存在するオーストラリアで週刊誌の発行を開始した。また2007年にはヨーロッパにも進出し、現在は19カ国で新聞を発行している。海外の華人・華僑にも焦点を当て、華人コミュニティの出来事やその歴史に関する記事も多い。日本では2009年6月に創刊号が発売された。
ニューヨーク支部の社主であるピーター・ワンは、2018年にフーバー研究所のインタビューに際し、スタッフの一部は法輪功の信奉者であるが、新聞の運営は法輪功によるものではないと語っている。また看中国会長は、ニューヨーク法輪大法協会のスポークスパーソンであり、また「中共から脱せよ」(Quit the CCP) とよばれる別の法輪功団体の議長でもある。法輪功の創設者である李洪志は、看中国 (ビジョンタイムズ) を「私たちのメディア」と呼んでおり、法輪功との深いつながりが築かれている。
以前に大紀元 (エポック・タイムス) で記者を務めていたベン・ハーレーは、2017年の回顧録「10年の熱心な信奉者の後、私がなぜ法輪功を去ったのかという理由」の中で、法輪功関係者が新唐人テレビ、希望之声ラジオ、看中国など、さまざまなメディア企業を福音的な使命の一環として立ち上げてきた経緯を語っている。
2020年、オーストラリア放送公社 (ABC) は、看中国は「中国共産党（CCP）の支配を終わらせようとする新しい宗教運動である法輪功と密接に関係している」と発表した。 「米国国務省の資金提供により設立された中国語のニュースサイト、レコードチャイナとビジネスアドレスを共有」しており、グローバルな看中国 (ビジョンタイムス) ネットワークとの年間金融契約に基づいて運営されていること、その会長はまたニューヨーク法輪功法輪大法のスポークスパーソンであり、また別の法輪功組織「中共から脱せよ」(Quit the CCP) の議長であるということなどを発表した。また、看中国が国際政治に対して極めて保守的な右翼思想を拡散していると疑問をなげかけた。看中国はそれに対して、「我々は法輪功メディアではない」と反論。ABCは、さらに看中国の12人の法輪功のスタッフが大紀元でも働いていたことを公表した。
報道を受け、2020年7月24日、米国国務省はレコード・チャイナへの資金提供を中止し、8月6日に提携関係を終了したことを発表した。看中国のゼネラルマネージャーがレコードチャイナの秘書として記載されていた。

### 誤情報
2020年11月12日の看中国「テキサス州のバイデン陣営の責任者が不正投票事件で逮捕」の記事がまとめサイトに転載され、SNSで数千RTと拡散されたが、すでにニューヨークタイムズやFactCheck.orgが偽情報であることを確認し、ファクトチェック・イニシアティブも要注意記事であるとした。

## グローバル取材網
アメリカ・カナダ
- ニューヨーク
- ワシントンD.C.
- ボストン
- ロサンゼルス
- サンフランシスコ
- オタワ
- トロント
- バンクーバー

ヨーロッパ
- ロンドン
- パリ
- ベルリン
- ローマ
- マドリード
- コペンハーゲン
- アムステルダム
- ダブリン
- ヘルシンキ

アジア
- 東京
- 大阪
- ソウル
- 台湾
- 香港
- ベトナム

　オセアニア
- オークランド
- メルボルン
- シドニー
- パース

　南アメリカ
- リマ

## 日本での発行および配信

### 印刷版
日本では2009年６月に創刊号が発売され、有料購読の他、観光客向けに配布されている。ホテルや中国物産店などでも無料配布されている。

### オンライン版
2018年3月11日、中国語版や英語版などから翻訳された記事と独自の日本語記事からなる日本語ウェブサイト『看中国/Vision Times Japan』が開設された。

### Youtubeチャンネル
Vision Times日本語版のYoutubeチャンネルは2018年1月1日に開設され、中国の歴史人物に関する動画を中心としている。